# 长柱乌头
长柱乌头（学名：Aconitum dolichorhynchum）为毛茛科乌头属下的一个种。

## 扩展阅读
維基物種上的相關：长柱乌头